# Nephodia cissoessa
Nephodia cissoessa är en fjärilsart som beskrevs av Druce 1893. Nephodia cissoessa ingår i släktet Nephodia och familjen mätare. Inga underarter finns listade i Catalogue of Life.